# Alun Pask
Alun Edward Islwyn Pask (Blackwood, 10 settembre 1937 – Blackwood, 1º novembre 1995) è stato un rugbista a 15 britannico, terza linea centro internazionale per il Galles e per i British Lions.

## Biografia
Proveniente dalle giovanili del Monmoutshire, fu internazionale gallese a livello giovanile nel 1955 ed entrò nell'Abertillery, club cui legò tutta la sua carriera di club.
Dopo 13 convocazioni in cui non fu mai schierato esordì in Nazionale gallese nel corso del Cinque Nazioni 1961 a Colombes contro la Francia, incontro nel quale realizzò anche una meta.
Nel 1962 fu convocato nei British Lions per il loro tour del 1962 in Sudafrica: Pask vi prese parte con la presenza in 3 dei 4 test match previsti contro gli Springbok.
Con il Galles si aggiudicò tre edizioni consecutive del Cinque Nazioni dal 1964 al 1966, con una Triple Crown nel 1965; nel 1966 divenne il 74º capitano della Nazionale e prese parte al tour dei Lions del 1966 in Australasia, nel corso del quale scese in campo in 5 test match (2 contro l'Australia e 3 contro la Nuova Zelanda).
Disputò i suoi ultimi incontri internazionali nel 1967 nel corso del Cinque Nazioni di quell'anno: chiuse la carriera in maglia gallese contro l'Irlanda a Cardiff e poco dopo si ritirò definitivamente, a soli 29 anni, scosso dalla prematura morte di suo fratello.
Il 1º novembre 1995, a soli 58 anni, rimase ucciso nel rogo della sua casa a Blackwood.